# Vakáción a Mézga család
A Vakáción a Mézga család 1980-ban bemutatott magyar televíziós rajzfilmsorozat, amely 1978-ban készült. A Mézga család főszereplésével három különböző sorozat készült, amelyek közül ez a harmadik. (Az első kettő az Üzenet a jövőből – A Mézga család különös kalandjai, 1969, és a Mézga Aladár különös kalandjai, 1972.) 
Az előző két sorozattal ellentétben itt az epizódok nem különálló történetek, hanem egy cselekményszálat vezetnek végig.

## Ismertető
|  | Alább a cselekmény részletei következnek! |

Hufnágel Pisti, Paula első szerelme, akit az első sorozatban gyakran említettek, meghívja Mézgáékat Ausztráliába. Öt repülőjegyet küld, Mézgáék az ötödiket eladják Márisnak – azt gondolják, hogy majd az árából felruházkodnak. Máris azonban – korábbi tartozásaikra hivatkozva – csak 2000 Ft-ot ad Mézgáéknak. Mézgáék így eladják a bútoraikat, hogy pénzhez jussanak.
Amikor repülőgéppel megérkeznek Sydney-be, rendőrök kobozzák el a repülőjegyeiket. Kiderül, hogy Hufnágel Pisti otthagyta a léghajógyárat, s megszökött. Mézgáék csőbe bújva vészelik át az éjszakát. Géza cápaőr lesz, hogy alkalmi munkával megkeressék a repülőjegy árát a visszaútra. Egy cápajelmezbe öltözött magyar embertől megtudják, hogy nincs fizetés, a cápaügyelet hobbi. Utána Pisti üzlettársától, Szamektól megtudják, hogy a keresett Hufnágel Floridába ment. Mézgáék pénz híján bálákba bújnak, hogy potyautasként egy hajó elvigye őket oda, ám a Déli-sarkra jutnak. A sarki expedíció beviszi Mézgáékat a táborba, s ott az élelmet maguknak kell megszerezniük. Mézgáék beöltöznek, hogy az állatkertbe szánt fókákkal és pingvinekkel együtt elszállítsák őket is, de kisül a turpisság, s egy lakatlan szigeten kiteszik őket. Itt földrengés lesz, majd vulkánkitörés, és egy új sziget jön létre, melyen a család partot ér.
Mézgáékat csónakokban érkező, bennszülöttek mentik meg. Velük eljutnak egy szigetig, utána pedig – egy félreértés következtében – börtönbe. Elviszi őket Dél-Amerikába egy jómódú hajós, akinek elrabolják a lányát. Mézgáék kiszállnak, hátha megtalálják, de a maffia rabságába kerülnek. Megszöknek. Paula és Kriszta Floridába repülnek, Mézga Gézát, Aladárt és Márist viszont rendőrségi fogdába viszik. Pauláék azonban ekkor sem találkoznak Hufnágel Pistivel. Púpos Bill egy bőröndben hamis dollárt küld Pauláéknak. Közben Gézáék is megszöknek. Indiában fut össze a család újra. Innen Afrikába mennek, zsoldosnak szegődnek, de csak alig sikerül elszökniük a gyilkos kommandótól. Megtudják, hogy Hufnágel olajsejk lett. Mint kiderül, azért hívta őket a sivatagba, hogy elrabolhassa a repülőgépet. Egy heroincsempész menti ki Mézgáékat a Szaharából, s elviszi őket Európába. Végül szerencsésen hazaérnek, otthon azonban kiderül, hogy amíg távol voltak, kirabolták a lakásukat.
|  | Itt a vége a cselekmény részletezésének! |

## Szereplők
Az animáció fejlődésével az új sorozat részletesebb, szebben kidolgozott rajzokat tartalmaz, ebből következik, hogy szereplőit is újra kellett tervezni. Kriszta ruhája teljes változáson esett át, Géza felsője pedig barna helyett vörös színt kapott. 
Az előző két sorozattól eltérően itt Aladár hangját már Geszti Péter, Máris szomszéd hangját pedig Bárdy György adta Némethy Attila és Tomanek Nándor helyett.
A történetet Gálvölgyi János meséli el.

### Főszereplők
- Mézga Géza – Harkányi Endre
- Mézgáné Rezovits Paula – Győri Ilona
- Mézga Kriszta – Földessy Margit
- Mézga Aladár – Geszti Péter
- Dr. Máris (Ottokár) – Bárdy György

### Egyéb szereplők
- Alfonzó – Szamek
- Avar István – amerikai rendőrfőnök szőke embere; afrikai tábornok
- Bajka Pál – néger hordár
- Bálint György – állami főőrmester
- Bárány Frigyes – Miguel, ruhaüzlet-tulajdonos
- Benkő Gyula – Sir Archibald
- Benkő Péter – amerikai matróz; mexikói rendőr az utcán; állami rendőr
- Benkóczy Zoltán – amerikai rendőrfőnök
- Botár Endre – néger hordár
- Bujtor István – cápának öltözött honfitárs
- Dobránszky Zoltán – magyar vámőr
- Farkas Antal – Sir King President kapitány; Sligovici
- Géczy Dorottya – ausztrál utaskísérőnő; gazdag hajós felesége; jegykiadó kisasszony
- Gera Zoltán – amerikai matróz
- Gyenge Árpád – Púpos Bill; francia rendőrtábornok
- Horkai János – francia hajótulajdonos
- Horváth Pál – mexikói rendőrtiszt; francia rendőrőrmester
- Inke László – Steve Huffnagel, ausztrál juhfarm tulajdonos; üvegszemű kapitány; terror parancsnok
- Képessy József – magyar maffiózó
- Konrád Antal – Porphirio őrmester
- Kökényessy Ági – Bessie, a gazdag hajós lánya
- Körmendi János – Rajcsur, Jagudar segítője
- Láng József – gazdag hajós
- Makay Sándor – magyar vámkezelő
- Maros Gábor – amerikai matróz
- Márton András – Johnny járőr
- Mécs Károly – amerikai rendőrfelügyelő
- Miklósy György – mexikói vendéglős; színész
- Orosz István – vörös szakállú norvég kutató
- Perlaki István – helikopter pilóta
- Tahi Tóth László – Dr. Monori
- Tímár Béla – Magyarországon tanult indiai fiatalember
- Tordy Géza – amerikai hajóskapitány
- Suka Sándor – kukás
- Surányi Imre – barna szakállú norvég kutató; sajtófőnök; francia rendőrfelügyelő
- Szabó Ottó – francia vámőr
- Szatmári István – Bill járőr
- Szoó György – benzinkút-tulajdonos; amerikai professzor
- Szuhay Balázs – filmrendező; napszemüveges ausztrál rendőr
- Velenczey István – Jagudar
- Verebély Iván – rendezőasszisztens

## Epizódok
| # | Cím                   | Rendező                                        | Író             | Premier             |
| --- | --------------------- | ---------------------------------------------- | --------------- | ------------------- |
| 1. | Vakáció!              | Nepp József, Ternovszky Béla                   | Romhányi József | 1980. június 15.    |
| Az epizód elején a narrátor összefoglalja az előző sorozatok eseményeit, így újrarajzolt képeket mutatnak az Üzenet a jövőből – A Mézga család különös kalandjai és a Mézga Aladár különös kalandjai sorozatokból. Hufnágel Pisti meghívja a Mézga-családot két hónapra Ausztráliába, ahol állítása szerint léghajógyáros és többszörös milliomos. Mézgáék egy fölösleges ötödik repülőjegyet eladnak Máris szomszédnak. Gyakorlatilag üresen hagyják ott a lakást, mert minden bútorukat beadták a bizományi áruházba, hogy előteremtsék a pénzt az útra. Bár Máris segíteni próbál, nyelvtudás hiányában a család folyamatos félreértésekbe keveredik, melyre sok pénzük rámegy. Megérkeznek Sydney-be, de senki nem várja őket és a rendőrök elkobozzák Mézgáék repülőjegyeit, mert a csekkek – amiket Pisti küldött nekik – fedezetlenek. Máris pénzén taxiba szállnak és a meghívólevélen szereplő címre vitetik magukat. Kiderül, hogy nem léghajógyárból írt nekik Pisti, hanem mindössze a gyárnegyed egyik sufnijából. Egy magyarul is beszélő férfi, Szamek a Mester utcából elmondja nekik, hogy Pisti – aki őt is átverte – szökésben van a rendőrök elől a hamis csekkek miatt. Mézgáék szállást és teljes ellátást követelnek Szamektól, de az rájuk uszítja a kutyáit, így futva elmenekülnek. Márisnak van elég pénze egynapi szállodára és otthagyja őket az esőben. Kriszta javaslatára csövezésre adják a fejüket: nagyméretű, építkezéseken használatos betoncsövekben töltik az éjszakát. Elhangzik a szokásos, epizódzáró mondat Paulától, ami ezúttal így szól: „Én Istenem, jó Istenem, kerítsd elő Pistit nekem!” |                       |                                                |                 |                     |
| 2. | Az ígéret földje      | Nepp József, Ternovszky Béla                   | Romhányi József | 1980. június 22.    |
| Mézgáék éhesen ébrednek, vitatkozás közben a szállodából visszatér Máris és közli, Mézgáéknak munkát kell vállalniuk, hogy megkeressék neki a repülőjegye árát (hiszen ő nem tehet arról, hogy hamis csekkeket küldött Pisti). Először cápavészjelzőként próbálkoznak, amihez nem kell nyelvtudás, de ez a munka önkéntes szolgálat, ezért nem jár érte fizetés. Mézgáék egy temetkezési vállalatnál találnak munkát, de felbukkan egy „Steve Huffnagel” feliratú teherautó, ami birkákat szállít és sofőrje beleegyezik, hogy elviszi Mézgáékat a Huffnagel farmra. Ez a bizonyos Steve Huffnagel nem Paula régi szerelme,és Géza angoltudásának hiánya miatt nem veszi fel őket birkapásztornak sem (ugyanis megsérti a farmert, amikor azt mondja – szándéka szerint magyarul, Aladár egyik legújabb találmányára utalva –, hogy „juhsíp”, ami a csak angolul értő farmer értelmezésében viszont „maga birka” (you sheep). Visszamennek a kikötőbe, ahonnan hajóval szeretnének eljutni Amerikába Hufnágelhez, mert üzenetet kapnak Szamektől, hogy Hufnágel Floridában várja őket. Poggyászukat pénzzé teszik és a kikötőben található gyapjúbálákban elrejtőzve próbálnak feljutni egy teherhajóra potyautasként. Amikor a hajó kiköt, rájönnek, hogy a rakománynak azt a felét, amelyikben ők utaztak, Florida helyett a Déli-sarkra szállították, ugyanis pingvinek között találják magukat. Géza Márist okolja a történtekért, Paula imája pedig így szól az epizód végén: "Én Istenem, jó Istenem, hozd el Pistit a tengeren!" |                       |                                                |                 |                     |
| 3. | A jég hátán           | Nepp József, Ternovszky Béla                   | Romhányi József | 1980. június 29.    |
| Óriási hóvihar dúl a Déli-sarkon, egy norvég expedíció meglátja Mézgáékat, de messziről azt hiszik, valami ismeretlen állatfajt találtak a tengerparton, ezért lőni kezdenek a mozgó bálákra. Ők megadják magukat és kiderül, hogy csak a következő utáni hajó veszi fel őket, mert ez a kapitány potyautasokat nem vesz fel. Adnak az öt világvándornak ruhát, szigonyt és puskát, élelmet azonban nekik kell szerezniük maguknak. Először fókavadászattal próbálkoznak, de Géza képtelen leszúrni az aranyos állatot. Pecázni eszközök hiányában nem tudnak, a szigonyozás is balul sül el. Kutyaszánjuk is van, de nem hallgatnak rájuk a szánhúzó kutyák, Kriszta viszont Maffiát, a macskát is magával hozta és annak kergetésére mégiscsak nekilódulnak a kutyák. Miután a táborban átmelegednek, sirályvadászattal kísérleteznek, ám ez sem válik be, mert Mézgáék síelni nem tudnak, Máris pedig a puskát használni. A következő emberszállító hajó csak fél év múlva indul. Mézgáék visszaindulnak az expedíció táborába, de egy délibáb miatt az ellenkező irányba mennek: egészen a Déli-sarkig. Ekkor már mindnyájan elkönyvelik, hogy minden reménytelen és az éjjel halálra fagynak. Aladár azonban a Szamektől kapott „Huffi lufi” feliratú léggömbre ráköt egy segélykérő cetlit, így nem sokkal később Gézáékért jön egy mentőhelikopter. Paula és Géza meg van róla győződve, hogy Hufnágel Pisti mentette meg őket, ő küldte értük a helikoptert. Aladár ötletéből Paula és Géza fókának, Máris, Aladár és Kriszta pedig pingvinnek öltözve elhajózik Amerika felé. Géza szivarja miatt lelepleződnek, így a hajóskapitány kirakja őket az első útjukba kerülő csendes-óceáni szigetre, ahol Paula újból Istenhez fordul: „Jó Istenkém, mentsd meg éltünk, küldd el még ma Pistit értünk!” |                       |                                                |                 |                     |
| 4. | A lakatlan sziget     | Nepp József, Zsilli Mária, Uzsák János         | Romhányi József | 1980. július 6.     |
| Géza fejfát akar állítani Márisnak a tengerparton, akiről azt hiszik, hogy a tengerbe fulladt, de aztán meggondolja magát, és inkább a tenger hullámaira dobja a keresztet. Berendezkedtek a tengerpartra épített kunyhójukban, Aladár pedig mesteri módon fog el különböző kisebb állatokat – például fácánt, halakat és homárt. Aladár egy patak menti barlangban füstöt vesz észre. A „szigetlakó” másnap ellopja Mézgáék vadkecskéjét, Annamáriát, valamint az élelmüket is, ráadásul egy hadüzenetnek tűnő koponyás jelzést is hagy. Ezért bosszúból ismét a barlanghoz mennek és a patak vizét a barlangba terelik, így a „barlanglakó” kénytelen kimenekülni – az nem más, mint az őket gyűlölő Máris szomszéd. A koponyát viszont ő tűzte a Mézga-kunyhó elé, két puskadörrenést hallanak, Géza sötétedésig kijárási tilalmat rendel el. A két lövést az a két matróz adta le, akit a kapitány visszaküldött a szigetre, hogy keressék meg a potyautasokat. Gézáék botokra tűzött, világító koponyákkal, szellemeknek tettetve elijesztik a „bennszülötteket”, a két matróz visszasiet az óceánjáróra. Másnap a szigeten található vulkán kitör, a láva pedig az egész szárazföldet eláraszthatja. Gézáék egy kidőlt fára menekülnek, melyet egy szökőár hulláma magával sodor. Úgy érzik, közel a vég, ezért kibékülnek Márissal. Egy ideig a tengeren hányódnak, majd egy kialakuló zátonyon találják magukat. Máris bízik benne, hogy hamarosan felbukkan egy kutatócsoport. Mézga szerint bizonyára Mézga-szigetnek fogják elnevezni az új szigetet, Máris szerint viszont Máris-zátony lesz a neve – ezen megint jól összevesznek. Az epizód végén Paula arra kéri a Jóistent, hogy „Uram, vigyél csodát véghez, juttas minket el Stevéhez!”                                                     |                       |                                                |                 |                     |
| 5. | Cseberből vederbe     | Nepp József, Baksa Edit, Tóth Sarolta          | Romhányi József | 1980. július 13.    |
| A zátonyszigeten tikkasztó a meleg, Mézgáék csónakokat látnak a távolban, melyek elviszik őket, Máris viszont a zátonyszigeten marad. Hamarosan egy mentőhelikopterben száll le ugyanarra a szigetre, amelyikre Mézgáékat is vitték. Az új szigeten Máris találkozik az elnökkirállyal, aki kinevezi őt a saját doktorának, mivel kórháza van, de orvos nincs benne. Máris kiváló javaslatokkal látja el az elnököt, például hogy minden látogatót oltsanak be injekcióval. Emellett azt is javasolja a királynak, hogy Mézgáékból csináljanak idegenforgalmi attrakciót: süssék meg és körítéssel feltálalva szolgálják fel őket a szigetre érkező turistáknak. Ezért a párt és a gyerekeket fel szeretnék hizlalni, így másnap bőséges reggelit áldoznak nekik. Ők azt hiszik, isteneknek tartják őket, de mikor találkoznak Márissal, ő elárulja nekik a csúf igazságot. Máris kieszel egy megoldást, amivel elmenekülhetnek a szigetről. Az egyik istenszobrot oda szeretnék adni egy beérkezett jachtnak. Közben azonban a fellázadó bennszülöttek elkapják és börtönbe csukják őket. Innen kimenti őket a jacht egyik milliomosa, és Maffiáért cserébe elviszi őket Amerikába. Dél-Amerikában a maffia elrabolja a milliomos lányát, Bettsy-t Maffiával együtt, az emberrablók pedig kétmillió dollár váltságdíjat követelnek. A család és Máris így keresik a macskát, ám az igazi maffia félreértésből túszul ejti őket. |                       |                                                |                 |                     |
| 6. | Az üvegszemű kapitány | Nepp József, Ternovszky Béla                   | Romhányi József | 1980. július 20.    |
| Mézgáék a börtönben tengődnek, mire egy magyar maffiózó bemegy és elmondja, ha Hufnágel nem küldi értük időben az egymillió dollárt, akkor valamelyik túsz fülét figyelmeztetésképpen le kell vágni és elküldeni neki. Mézgáékat kétségbeesnek, végül Máris önként vállalja a fülvesztést, de kiderül, átverte a Mézga családot és csak meg akart lógni a fogdából (Máris szökésekor egy autóban meglátta a benne utazó maffiózó csillogó üvegszemét). Aladár a gengsztertől hamis indokokkal kér egy villanydrótot, amit a villanykapcsolóhoz és a kilincshez köt, az megrázza az arra járó őröket, ezért mindannyian megszöknek. Máris egy álrendőr tanácsára a rendőrségre megy, hogy elmondja, a maffia foglya volt, és szívesen ad felvilágosítást a kitűzött jutalomért. Ám hamar kiderül, hogy maga a rendőrfőnök a maffiavezér (Senor Capitano, az üvegszemű kapitány), tehát Máris újra a maffia rabja lesz. Mézgáéknak a magát a maffiába beépült rendőrnek álcázott magyar maffiózó vesz új, elegáns ruhákat, illetve felajánlja, hogy elviszi őket Amerikába Hufnágel kapujáig. A maffiózó valódi szándéka viszont az, hogy Púpos Billhez, egy másik maffiavezetőhöz szállítsa őket. Ott megkaparintja az egymillió dollár váltságdíjat és egy másik maffiózóval, Miguellel – a ruhaárus a boltban, ahol a "rendőr" vette a ruhákat Mézgáéknak – együtt városatyák lesznek valahol Európában. Paula, Kriszta és a gengszter repülőgéppel elindulnak Floridába. Mindeközben a repülőtéren Gézát és Aladárt is elfogja a maffiavezér, Senor Capitano, és újra börtönbe zárja őket. |                       |                                                |                 |                     |
| 7. | Púpos Bill hálójában  | Nepp József, Ternovszky Béla, Szemenyei András | Romhányi József | 1980. július 27.    |
| Paula és Kriszta Floridába] üdülnek Púpos Bill házában, aki kieszeli, hogy a vendégekkel fogja tesztelni a házilag nyomtatott dollárjait. A tervét el is mondja a másik maffiózónak. Paulának címezve megérkezik az "egymillió dollár váltságdíj Huffnágel Pistitől", ám igazából Bill bankói vannak benne. Paula elosztja a vagyont a családban és Márisnak is hagy belőle száz dollárt, kifejezve neki köszönetét, amiért bevállalta a fülvesztést. Máris jelentkezni akar a maffiába, Senor Capitano elmondja neki, hogy ha teljesíti a próbaparancsot, akkor közéjük állhat. Máris megtudja, hogy a két fogoly, akit le kell lőnie, éppen Géza és Aladár, így nem képes teljesíteni a parancsot. Aladár segítségével megszöknek, Máris elhajt az egyik gengszter autójával, Géza és Aladár kukásautóval megy tovább, amit együtt vezetnek. A maffia rendőrei Máris után erednek, aki átszáll egy filmes díszleteket szállító kamionba és bebújik egy indiánszobor mögé. Eközben Púpos Bill elmondja a másik maffiatagnak, hogy Paulán és Krisztán keresztül az üvegszemű kapitányon is tesztelni szeretné a milliókat. Azt a hírt közli Paulával, hogy a maffia megint elfogta Gézáékat. |                       |                                                |                 |                     |
| 8. | Egymillió dollár      | Nepp József, Bánki Katalin, Vásárhelyi Magda   | Romhányi József | 1980. augusztus 3.  |
| Paula, Kriszta és a gengszter Gézáékat keresi, ám egyszer a maffiózó úgy tesz, mintha a kocsi leállna. Viszont amíg Pauláék tolják a járművet, ő szándékosan el akarja gázolni őket. Pauláék túlélik a merényletet, a gengszter pedig továbbhajt a váltságdíjjal. Paula segítségért kiabál, de nyelvtudásának hiánya miatt nehezen értik meg, a rendőrök az Uffnagelből azt hiszik, a szóban forgó gengszter egy indián. Gézáék nem jutnak el Floridáig, mert a kamionból kifogy az üzemanyag és nincs a közelben benzinkút. Ráadásul a teherautó legurul az útról, a domboldalban leesve az éppen arra járó gengszter – aki Pauláéktól ellopta a pénzt – kocsijával ütközik, a sofőr életét veszti a balesetben. Géza és Aladár megtalálják a bőröndjét, benne az egymillió dollárral, ami nagyon boldoggá teszi őket. Azt hiszik, Hufnágel Pisti küldte és hogy ő volt az autóban. A Vadnyugaton vannak, továbbmennek gyalog Floridába Pauláékért. Pauláék a rendőrökkel egy indiántelepülésen keresik a gengsztert, de Gézáék is erre tartanak, és azt hiszik, lőnek rájuk, mert meg akarják szerezni a vagyonukat. Valójában csak filmforgatás az egész. Átteszik a bankókat egy ócska fehér dobozba, majd a filmesek léghajóján megszöknek. A két rendőr azt hiszi, ők a tolvajok, ezért lőni kezdenek a léghajóra. A filmesek majdnem megőrülnek, mert a két rendőr és még sokan mások a forgatókönyvön kívül lőnek és a léghajót is elvesztik. Megjelenik Máris az indiánszobor mögül és elmeséli fülével kapcsolatos történetét a filmeseknek, bekötött füllel. Ők ezt pompás történetnek tartják egy új filmhez, ezért nem üldözik tovább Gézáékat. Márisnak Paula odaadja a neki félretett jussát, amiért vállalta a füle levágását.                                                                |                       |                                                |                 |                     |
| 9. | Élve eltemetve        | Nepp József, Haui József                       | Romhányi József | 1980. augusztus 10. |
| Paula és Kriszta meglógnak a rendőröktől és egy újságból megtudják, hogy Aladár és Géza Indiába keveredtek, így elindulnak oda. Gézáékat Indiában egy fakír különböző mutatványokra képezi ki (pl. szöges ágyra fekvés vagy tűk szúrása a fülükbe). Ezalatt Paulát és Krisztát egy indiai magyarul tudó tolmács elviszi Gézáékhoz. Máris egy hotelben pihen egy másik régészkollégával, de kiderül, hogy a pénz, amit Paulától kapott, hamis. Letartóztatják és Paulát, illetve Krisztát is keresni kezdik. Pauláék megérkeznek Indiába, és találkoznak Aladárékkal, majd sikeresen kiszabadulnak a fakír kezei közül. Ám nem sokáig lehetnek boldogok, mert rögtön megérkezik egy rendőrautó, Máris megmondja nekik, hogy pénzhamisítás miatt az egész család, sőt Pauláék jóvoltából Máris is le van tartóztatva. Paula elmondja, hogy ezt a pénzt Steve Huffnagel küldte neki, de ez ront a helyzeten: az egyik rendőr közli, hogy Hufnágel ellopta az amerikai nép adományát, és dollárnyomdát csinált belőle. Így a rendőrautóval az öt világvándor elindul a börtönbe. |                       |                                                |                 |                     |
| 10. | Egy rossz húzás       | Nepp József, ifj. Ujváry László                | Romhányi József | 1980. augusztus 17. |
| Mézgáékat Máris elhívja Afrikába, hogy ott zsoldosnak jelentkezzenek és megkeressék a fizetséget, amivel aztán hazarepülhetnek Magyarországra. Konkrétan a Szomorú Vasárnap Akciócsoportba állnak be, ahol Gézának, Márisnak és Aladárnak különböző feladatokat kell végrehajtaniuk, Paulának és Krisztának pedig főznie kell a hordának. A család zsoldja fejenként 50 dollár. Időközben Aladár rájön, hogy ez jó eséllyel egy terrorista kommandó. A férfiak vadászatra mennek, ahol képzelt ellenségre támadnak, majd repülőgépből kell kiugraniuk. Ám amikor egy békés szomszédos ország polgári repülőtere ellen akarják bevetni őket, Aladár tanácsára altatót tesznek a horda vacsorájába, éjszaka pedig megszöknek egy terepjáróval és magukkal viszik az egész élelmiszerraktárat. Hajnalban az őserdőbe menekülnek, itt viszont megtámadják őket a gorillák és egy repülőgép is üldözi őket a katonaságtól, később két oroszlán is megtámadja őket. Ezt követően látnak néhány négert és egy fehér vadászt, akinek Máris megmondja, hogy Magyarországról jöttek, és mik történtek velük. Ő ad nekik üzemanyagot a további úthoz. |                       |                                                |                 |                     |
| 11. | A fekete arany        | Nepp József, Zsilli Mária, Uzsák János         | Romhányi József | 1980. augusztus 24. |
| Mézgáék és Máris leleplezik a Szomorú Vasárnap Terroristakommandót, ezzel bekerülnek az újságba. Ezt követően Paulának levele érkezik Hufnágeltől, amelyben leírja, hogy mindannyiukat meghívja a Szaharába egy oázisba. Sir Archibald azonban nem hajlandó elvinni őket Afrikába, ezért Gézának az az ötlete támad, térítsék el a repülőgépet. A gépeltérítés azonban balul sül el, de Máris tolmácsolja Archibaldnak Mézgáék szándékait. Máris végül az angoltól kapott pisztollyal eltéríti a gépet, ami nem sokkal később leszáll az oázis mellett. Hufnágel ellopja a repülőgépet, valamint kitudódik, hogy nincs is kőolaj a sivatagban, csak annyi, amennyit régebben szétlocsoltak. Máris Sir Archibalddal nekivág a sivatagnak, Gézáék pedig a oázisban rekednek. |                       |                                                |                 |                     |
| 12. | Hamis barátok         | Nepp József, Baksa Edit, Békési Sándor         | Romhányi József | 1980. augusztus 31. |
| Mézgáék a sivatagban tengődnek, ahol rátalálnak az ájult Máris szomszédra. Aladár megitatja és a szomszéd Gézáékkal tart az Aladár által összekovácsolt, tevék által hajtott kocsin. Ezután eléri őket egy homokvihar, de túlélik azt. Nem sok idő elteltével egy mentőhelikopterrel a Vörös Félhold értük megy és egy közeli kórházba viszi őket. Az orvos, dr. Monori ellátja őket, illetve meghallgatja történetüket és megkéri az egyik hajó tulajdonosát, vigye őket Európába. A hajóskapitány különböző holmikat vásárol Mézgáéknak és Márisnak. Az óceánjáró Marseille-be megy, ahol Mézgáék lebuknak az útlevél-vizsgálatnál, de az vámtiszt is magyar, ezért beengedi őket. A szállodában kiderül, hogy a hajó kapitánya kábítószert csempésztetett be a család és Máris bőröndjeiben. Az esetet Aladár jelenti a rendőrségen, így Mézgáék és Máris is pénzjutalomban részesül, Paula pedig imádkozik, hogy ez a pénz már ne kerüljön Hufnágel zsebébe. |                       |                                                |                 |                     |
| 13. | Végre otthon!         | Nepp József                                    | Romhányi József | 1980. szeptember 7. |
| Gézáék egy strandon pihennek, Géza a 29-es számot álmodja meg, ezután pedig étterembe mennek. Itt 29 frankot kell fizetni, 29 cent a visszajáró, ráadásul Géza rájön, hogy az esküvőjük Paulával is 29-én volt. Aladár is február 29-én született, valamint aznap is augusztus 29-e van, ezért ezt a számot megjátsszák a kaszinóban és pénzt nyernek. Ám Gézát és Paulát egy taxiban kirabolják, így a családnak újra nem marad egy vasa sem. Márist követve Párizsba mennek, mert azt hiszik, összejátszott a rablókkal. A visszaszerzési kísérlet sikertelenül sül el, de végül Máris jóvoltából mindnyájan megkapják hazatérési okmányaikat és hazarepülnek Magyarországra. Itt a vámnál kisebb zűrbe keverednek a hamis finn útlevél, a heroincsempész említése, illetve az újság miatt, melyben van egy kép Mézgáékról és Márisról, mint a Szomorú Vasárnap Terrorcsoport tagjairól, de három nap múlva hazaengedik őket. Kiderül, hogy amíg ők világot jártak, addig Hufnágel kirabolta a lakásukat. A család este lefekszik, Géza arra gondol, hogy ha valaki előtte még egyszer utazásról beszél, azt felpofozza. Kriszta azt mondja Maffiának, nélküle végig unatkozott volna a nyaralás alatt. Aladár arról ábrándozik, legközelebb az Északi-sarkról indul nyaralni, de egyedül. Paula imádkozik, hogy el tudja felejteni a Hufnágel nevet. |                       |                                                |                 |                     |

## A sorozat készítése
A sorozatot Romhányi József forgatókönyvéből Nepp József és Ternovszky Béla rendezte. Egyes epizódok társrendezői közt található Bakda Edit, Bánki Katalin, Békési Sándor, Haui József, Szemenyei András, Tóth Sarolta, Újváry László, Uzsák János, Vásárhelyi Magda és Zsilli Mária. A sorozat zenéjét Deák Tamás szerezte, Pethő Zsolt zenei rendező közreműködésével. A vágó Hap Magda volt.
A Magyar Televízió megbízásából a Pannónia Filmstúdió készítette.

## Médiakiadás
- Az első négy részt 2003. október 15-én adták ki DVD-n, Vakáción a Mézga család 1. címen Magyarországon.
- Olaszországban az egész sorozattal együtt, két DVD-s változaton került kiadásra az első epizód, magyar és olasz nyelven, 2008-ban, mint a Mézga család harmadik évada.
- Csehországban cseh nyelvű szinkronnal 2008-ban jelent meg DVD-n az első rész a Vakáción a Mézga család DVD-gyűjtemény első kötetén, hazánkhoz hasonlóan a következő három résszel együtt.